# Partido Socialista de los Trabajadores (Colombia)
El Partido Socialista de los Trabajadores de Colombia (PST-Colombia, PST-C) fue una organización política colombiana fundada el 23 de septiembre de 1977, a sólo diez días de realizado el Paro Cívico Nacional contra el gobierno de Alfonso López Michelsen. Es considerado el primer partido trotskista formalmente constituido en Colombia, donde convergió el ala morenista del Bloque Socialista de Colombia.
El PST-Colombia nació como parte de una corriente internacional, la Fracción Bolchevique de la Cuarta Internacional (Secretariado Unificado) a cuya cabeza se encontraba la corriente de Nahuel Moreno, dirigente marxista revolucionario argentino y destacado intelectual marxista.
El PST se funda con dos estrategias básicas a nivel de programa: la movilización permanente de los trabajadores por conquistar el socialismo a nivel mundial, la Colombia Socialista, y la construcción del partido mundial para que dirigiera esta revolución socialista. Tal como se expone en su programa, el PST-C se considera una pieza inicial de la revolución socialista mundial, basándose en el Programa de Transición que León Trotski escribiera en 1938; de esta forma, el Partido Socialista de los Trabajadores (Colombia) expone una política internacionalista con tres conceptos centrales: primero, que la revolución democrática en los países atrasados deviene en revolución socialista. Segundo, que la revolución nacional no puede ceñirse a la toma del poder estatal. Y, tercero, que la revolución socialista en cada país debe extenderse a otras naciones. Estos conceptos forman parte de la teoría marxista (trotskista) de la revolución permanente, con la cual las organizaciones políticas provenientes de la IV Internacional se diferencian del estalinismo.

## Afiliación internacional
El Partido Socialista de los Trabajadores (PST-C) hace parte de la Liga Internacional de los Trabajadores-Cuarta Internacional. En esencia, el PST-C es resultado del proceso de integración política que se venía adelantando desde la ruptura de la IV Internacional; los dirigentes trotskistas de Argentina vieron en el ascenso de luchas en Colombia una posibilidad para fortalecer el movimiento político heredero de la IV Internacional:
«En 1976 se da el golpe militar en Argentina, que da origen a la dictadura fascista de Videla. El PST de Argentina tuvo que sacar del país a importantes dirigentes, cuestión que se aprovechó para reforzar el trabajo internacional. En este período construimos nuestras organizaciones en Bolivia, Chile, Ecuador, Costa Rica, Panamá, y reforzamos el trabajo en Portugal y en España. Pero el proceso más importante fue el de Colombia, donde entramos en contacto con un Bloque Socialista, una organización que se venía aproximando a posiciones revolucionarias, con cuadros provenientes del castrismo y la Iglesia. De Allí surge el PST colombiano, que rápidamente se consolida como una organización de vanguardia y pasa a ser uno de los dos pilares de nuestro trabajo internacional».

## La Brigada Simón Bolívar

Bandera de la Brigada Latinoamericana Simón Bolívar

A pesar de que la línea política del PST-Colombia disentía (y aún disiente) con la estrategia de enfrentamiento guerrillero en el país, el proceso de insurrección popular que vivía Nicaragua tenía características que se distanciaban de las situaciones particulares de los movimientos guerrilleros en Colombia: existía un fuerte alzamiento en los procesos de huelga a finales de 1978, el gobierno de Somoza no contaba con la capacidad de regenerarse y el FSLN tenía un gran apoyo entre las masas populares. En efecto, esta situación se desencadenó durante un periodo que comprende los años de 1978 y 1979. En el documento La Brigada Simón Bolívar, escrito por Fernando Graco, se mencionan varias de las insurrecciones populares que acompañaron el movimiento guerrillero:
"En febrero de 1978 estalló una insurrección en la ciudad de Masaya, al sur del país; en septiembre del mismo año se replicaron en varios departamentos del país: León, Matagalpa, Chinandega, Managua, Estelí y, nuevamente, Masaya. La oleada revolucionaria, que ya abrasaba a la mitad de la población nicaragüense desembocó, en abril de 1979, en un nuevo levantamiento de la población de Estelí, al norte, en el que las masas insubordinadas incorporaron el método de la insurrección armada."
Como resultado de dichos acontecimientos, el 13 de junio de 1979 el Partido Socialista de los Trabajadores de Colombia, en cabeza de la Fracción Bolchevique de la Cuarta Internacional, convoca a trabajadores, campesinos y estudiantes a prestar apoyo al Frente Sandinista de Liberación Nacional, uniéndose como combatientes de dicha organización. Este llamado tuvo una gran repercusión no sólo en Colombia, sino en otros países que rápidamente decidieron unirse a la campaña de apoyo al FSLN: México, EE. UU. (conformando una brigada, esencialmente, de inmigrantes salvadoreños, nicaragüenses y haitianos), Costa Rica (aportando dos brigadas de 190 hombres: Brigada Juan Santamaría y Brigada Internacional Simón Bolívar), Chile (Columna Salvador Allende), entre otros.
Ya en Nicaragua, la Brigada Internacional Simón Bolívar fue alistada en el Frente Sur, en el cual se destacaban los dirigentes políticos Humberto y Daniel Ortega. El total de integrantes de la Brigada llegó a 250 miembros, los cuales enfrentaron uno de los focos más fuertes de Anastasio Somoza, pues cerca del 25% de las bajas del FSLN se presentó en este frente. Las tres únicas muertes de la Brigada Internacional Simón Bolívar fueron los colombianos Mario Cruz Morales y Pedro Ochoa, junto con el nicaragüense Max Leoncio.
Finalmente, la Brigada fue expulsada del país, ya que el gobierno establecido en Nicaragua consideraba "ultraizquierdista" su método de acción: a diferencia del FSLN, la brigada buscaba el fortalecimiento de los sindicatos y la constitución de un poder desde las bases, lo cual reñía con el modelo del Gobierno de Reconstrucción Nacional, el cual contemplaba la incorporación de elementos sociales divergentes, como lo fue el empresario Luis Alfonso Robelo Callejas.
Esta diferencia puede notarse en el tipo de reivindicaciones que buscaba la Brigada Simón Bolívar:
- Armamento de las masas obreras, campesinas y populares y liquidación de la Guardia Nacional.

- Expropiación de todas las empresas de Somoza, sus familiares y de todos los colaboradores de la dictadura, y que sean colocadas bajo control de los trabajadores. Expropiación, bajo control de los trabajadores, de todos los monopolios imperialistas.

- Reforma agraria, expropiando a los terratenientes y entregando las tierras a los campesinos.

- Ruptura de todos los pactos políticos y militares con el imperialismo.

- Libertad de todos los presos políticos y retorno de los exiliados. Plenas libertades de prensa, organización política y sindical, reunión, manifestación y huelga.

- Disolución del parlamento y de todas las instituciones del Estado somocista.

- Elecciones libres para una Asamblea Constituyente que reorganice el país al servicio de los trabajadores, los campesinos y el pueblo.

Luego de manifiestas las diferencias, el Gobierno de Reconstrucción Nacional decidió expulsar a la Brigada, dejándolos en manos del gobierno panameño quien torturaría a varios de sus militantes:
"Los brigadistas fueron convocados a una reunión en la que fueron desarmados y posteriormente enviados a Panamá en un avión especialmente fletado, allí fueron entregados al ejército que los torturó y los envió de regreso a Colombia. En Colombia los brigadistas y el PST tuvieron que soportar la persecución del reaccionario régimen encabezado por Julio César Turbay que, equivocadamente, sospechaba de sus intenciones de organizar una nueva guerrilla en Colombia."

## Actualidad
El PST, como organización política, concentra en la actualidad su militancia principalmente en el magisterio, las universidades, en sectores obreros tales como el alimenticio, metalúrgico y los servicios. En el último período ha ampliado de manera notable su influencia en el sector sindical del Caribe Colombiano y en la juventud en el centro del país y el ámbito cultural. Editan mensualmente el periódico El Socialista y se manifiestan críticos a las coaliciones electorales de conciliación de clases con sectores de la burguesía (Frente Social y Político, Polo Democrático Alternativo y Pacto Histórico).
Las campañas más recientes del partido se ubican en el marco del proceso de paz con las Fuerzas Armadas Revolucionarias de Colombia, para lo cual el PST ha propuesto una asamblea nacional constituyente contra el régimen antidemocrático y autoritario de 1991, con el apoyo de varios sectores independientes del país (como lo es el exmagistrado Jaime Araújo Rentería). De igual forma, en pasadas campañas electorales, debido a la legislación y umbral electoral que impide la amplia participación de movimientos sociales y la Izquierda revolucionaria, el partido ha impulsado el voto en blanco, siendo una de las pocas agrupaciones políticas en el país que defienden este mecanismo de presión electoral.
Para los procesos electorales de 2018 y 2022, el PST ha modificado su táctica, debido al apoyo de bastos segmentos de los trabajadores colombianos y sectores populares a variantes reformistas y el ascenso de Protestas en Colombia de 2019-2020 y Protestas en Colombia de 2021, el PST hace campaña por el voto crítico por la candidatura de Gustavo Petro y Francia Márquez de la coalición Pacto Histórico y el Soy Porque Somos para las elecciones presidenciales. Particularmente, en la consulta para elegir la candidatura de la coalición llamaron a votar por Francia, agitando su programa socialista y sin integrar dicha coalición, manteniendo su independencia política de clase.